# Quartetto delle Amazzoni
Il Quartetto delle Amazzoni (アマゾネス カルテット?, Amazonesu Karutetto, indicato nella seconda edizione italiana del manga anche come Quartetto di Amazzoni prestigiatrici e come Amazon Quartet nella prima edizione) è un gruppo di personaggi immaginari dell'anime e manga Sailor Moon, di Naoko Takeuchi. Sono un sottogruppo del Circo della Luna Spenta, gruppo di nemici del quarto arco narrativo del manga e della quarta serie animata. In tutte e due le versioni della storia passeranno in seguito dalla parte delle protagoniste, sebbene in situazioni e modalità differenti.

## Descrizione
Nel manga, le ragazze si presentano inizialmente come un gruppo di amazzoni prestigiatrici agli ordini di Zirconia, che affermano di discendere dalle "amazzoni, le fortissime e leggendarie guerriere dell'Amazzonia", ma successivamente si scopriranno essere il Sailor Quartet (chiamate dai fan anche Asterois Senshi, visto che i loro nomi derivano dai 4 asteroidi della fascia principale del Sistema solare), il cui compito in futuro sarà proteggere Chibiusa. Viene infatti rivelato che il quartetto fu posto in uno stato di sonno profondo nel cuore dell'Amazzonia fin tanto che non fosse giunto il momento del loro risveglio, nel momento in cui Chibiusa sarebbe "diventata una guerriera che si batte da sola". La loro posizione, in pratica, è quindi analoga a quella delle guardian senshi per Serenity.
Nell'anime il quartetto non è formato da guerriere sailor, ma abitanti dell'Elysion (Illusion nell'adattamento italiano del manga e dell'anime), un luogo che si trova nelle profondità della terra e facente parte dell'antico regno della terra, il Golden Kingdom. Nehellenia promise loro che non sarebbero mai cresciute, e che quindi non avrebbero smesso di sognare e così gli dona quattro pietre sferiche (le Amazon Stone) che possiedono vari poteri, utilizzate nella serie sia per combattere contro le Sailor Senshi che per estrarre lo Specchio dei sogni dalle persone (lanciandole con una stecca da biliardo).

Nel finale il quartetto, tradito da Zirconia, si schiera dalla parte delle guerriere sailor e Pegasus, rinunciando all'eterna giovinezza, poiché grazie a super SailorMoon comprendono che pur crescendo non perderanno la capacità di sognare. Benché non compaiano più dopo la quarta serie, il quartetto amazzonico si congeda dalle guerriere sailor con la promessa che un giorno si sarebbero riviste.
Sempre nell'anime il Quartetto ha un pessimo rapporto con Zirconia che spesso le rimprovera per la loro mancanza di serietà (in diversi episodi spesso le si vede oziare mentre si fanno fare dei massaggi da dei camici fluttuanti, o farsi la maschera di bellezza), ed anche perché le quattro ragazzine fanno spesso commenti sulla sua età, dovuti anche al fatto che loro (a differenza di Zirconia) sono eternamente giovani. Lo stesso Quartetto non dimostra di avere molto rispetto nei suoi confronti, tant'è che si rivolge a lei chiamandola in tono dispregiativo "La vecchia!" (in giapponese baba, termine che può essere usato sia nel senso cortese di vecchietta o nonnina oppure dispegiativo come i nostri vecchiaccia, vecchia oppure befana).

## Formazione
(Presentazione del quartetto nei vari episodi della quarta serie nell'adattamento italiano)
(Presentazione dell'Amazzones Quartet nei vari episodi della quarta serie nell'originale)

### CereCere
CereCere (セレセレ?, Seresere), è l'amazzone dai capelli rosa, colei che si comporta da leader del quartetto. È una trapezista per il circo ed è in grado di compiere magie con i fiori (nell'edizione originale si presenta appunto come Maestra dei fiori, mentre in quella italiana dice solo di essere una trapezista). Il suo colore distintivo è il rosa, ma la palla che usa nelle missioni è gialla. Ha un modo di fare molto elegante e femminile. La sua controparte fra le guerriere sailor è Sailor Venus.
Naoko Takeuchi ha detto che CereCere è un personaggio sexy e aristocratico, oltre ad essere la più grande delle quattro. Nel manga viene rivelato che CereCere è anche Sailor Ceres, una delle quattro guerriere sailor il cui compito è proteggere Chibiusa.
Caratterialmente, CereCere tende ad essere arrogante e sgarbata, oltre che tremendamente vanitosa, al punto da scegliere, nell'anime, fra le sue vittime un pittore, per potersi far ritrarre prima di colpirlo. In qualche caso comunque CereCere mostra, dietro la sua maschera di seriosità, dei tentativi di "abbassarsi" a giocare con le altre, che dal canto loro, considerano solo la sorella "pigrona". I lemures che vengono invocati da CereCere sono tutti di natura vegetale, un possibile collegamento con la divinità romana Cerere, dea della vegetazione e delle piante, a cui è legato il suo nome.
Nell'adattamento italiano il suo nome è stato traslitterato in SeleSele, a causa del fatto che in Giappone si usa lo stesso suono sia per la "L" che per la "R", il che porta la lettura della parola inglese CereCere come SeleSele.
Doppiata nella versione giapponese da Yuri Amano, e nella versione italiana da Daniela Fava.
Poteri
- Colliding Ball: usato dalle Amazzoni per prelevare i Dream Mirror nell'anime. Nel doppiaggio italiano non ha nome specifico (urlano semplicemente alla vittima "Ti colpsico!")
- Semi dell'infelicità (不幸の種?, Fukou no Tane):[5] usato nell'anime per immobilizzare la vittima. Unico attacco non basato sulla Amazon Stone.
- Pelting Ball (Attacco delle sfere nell'adattamento italiano): usato nell'anime, CereCere crea dalla sua Amazon Stone delle sfere più piccole che colpiscono le guerriere Sailor.

### PallaPalla
PallaPalla (パラパラ?, Parapara) è l'amazzone dai capelli blu, la più infantile del quartetto. Tutti i suoi attacchi hanno a che fare con le palline da giocoliere, e il suo ruolo nel circo è quello dell'equilibrista. Il suo colore distintivo è il blu e spesso parla di sé in terza persona. La sua controparte fra le guerriere sailor è Sailor Mercury. In Italia il suo nome ha mantenuto la pronuncia giapponese, diventando ParaPara.
Naoko Takeuchi ha parlato di lei come di una bambina piagnucolona e infantile. È la seconda sorella più grande nel manga, mentre è la più giovane nell'anime. Nel manga PallaPalla è anche Sailor Pallas, una delle quattro guerriere sailor il cui compito è proteggere Chibiusa.
Nell'anime, PallaPalla parla di sé in terza persona ed è estremamente infantile. Nonostante ciò, PallaPalla ha dimostrato in più di una occasione di essere molto sveglia e attenta, è considerata molto pericolosa dalle compagne e la sua singolare astuzia la collega alla dea greca Atena Pallade. Nell'anime dimostra in più di un'occasione di essere anche piuttosto sadica, come nell'episodio 153 dove la si vede giocare con le bambole e staccare la testa ad una di queste, o nell'episodio 161, quando (attraverso la sua sfera) la si vede controllare i movimenti delle guerriere Sailor, arrivando quasi al punto di staccar loro le braccia.
I lemures che vengono invocati da PallaPalla hanno tutti una forma sferica, e spesso usa delle bambole nei suoi attacchi. Inoltre sembra preferire attaccare più persone contemporaneamente.
Doppiata nella versione giapponese da Machiko Toyoshima, e nella versione italiana da Federica Valenti.
Poteri
- Colliding Ball: usato per prelevare i Dream Mirror dalle Amazzoni nell'anime. Nel doppiaggio italiano non ha nome specifico (urlano semplicemente alla vittima "Ti colpsico!")
- Colotta di Sfere (玉の冠?, Tama no kouburi): usato nel manga per sigillare il tendone del Circo.
- Invocazione della sfera (玉呼ばい?, Tama Yobai): usato nel manga per evocare i Lemures
- Sfera dell'ascesa di livello (玉の輿?, Tama no koshi): usato nel manga per trasformare il Trio Amazzonico in esseri umani
- Sfera dell'inversione' (逆玉?, Gyaku Tama, chiamata Reverse Ball nell'anime): usato in manga e anime per scambiare le età di Usagi e Chibiusa. Nel doppiaggio italiano non ha nome specifico (dice semplicemente "Facciamo uno scambio!")
- Sfera dell'eco (玉響?, Tama Yura), incantesimo usato per imprigionare Rei nella casa degli specchi del luna park vicino al circo.
- Sfera del legame (玉結び?, Tama Musubi), attacco usato per paralizzare Makoto dopo averla attirata nell'erboristeria di Hawk's Eye.
- Grandinata di sfere (玉あられ?, Tama Arare), usato contro Minako e Artemis, consiste nel creare un masso che precipita contro il bersaglio.
- Sfera delle piante rampicanti, attacco usato per intrappolare le guerriere Sailor dopo la sconfitta di Xenotime e Zeolite.
- Sfere di nattō (玉納豆?, Tama Natto, nell'anime appartiene a VesVes)
- Sfera dello schermo di bambù (玉すだれ?, Tama Sudare)
- Controlling Ball (Sfera ipnotizzante nel doppiaggio italiano), attacco dell'anime che consente di manovrare i corpi delle Sailor come delle bambole.

### JunJun
JunJun (ジュンジュン?, Junjun) è l'amazzone dai capelli verdi. È un vero maschiaccio, atletica e impulsiva, naturale controparte di Sailor Jupiter. JunJun è una acrobata, ed il suo colore distintivo è il verde. In Italia il suo nome è stato adattato in IunIun, sostituendo la "I" con la "J" secondo l'uso latino, ma mantenendo la pronuncia inalterata.
L'autrice definisce JunJun un personaggio un po' sboccato, con un modo di parlare molto informale. Ha la pelle di colore scuro ed è la terza sorella. Infatti nel manga JunJun è anche Sailor Juno, una delle quattro guerriere sailor il cui compito è proteggere Chibiusa.
Nell'anime, JunJun corrisponde grossomodo alla versione cartacea del personaggio. Dura e mascolina, JunJun spesso indossa un abbigliamento da motociclista, è l'unica del quartetto ad utilizzare lemures di sesso maschile. Normalmente prima di colpire le proprie vittime, lascia che questi realizzino i propri sogni, forse in rispetto della dea Giunone della mitologia greca.
Doppiata nella versione giapponese da Kumiko Watanabe, e nella versione italiana da Nadia Biondini.
Poteri
- Colliding Ball: usato dalle Amazzoni per prelevare i Dream Mirror nell'anime. Nel doppiaggio italiano non ha nome specifico (urlano semplicemente alla vittima "Ti colpsico!")
- Pillole di sfere (玉ぐすり?, Tama Gusuri)

### VesVes
VesVes (ベスベス?, Besubesu) è l'amazzone dai capelli rossi. È di carattere aggressivo e violento. Al circo ha il ruolo di domatrice di animali e la sua arma preferita è la frusta. La sua controparte fra le guerriere sailor è Sailor Mars e il suo colore distintivo è il rosso. In Italia il suo nome ha mantenuto la pronuncia giapponese diventando BesuBesu.
L'autrice parla di lei come di una "regina" dalla pelle ancora più scura di quella di JunJun. È la quarta e più giovane fra le sorelle (nell'anime, invece è la seconda più grande). Nel manga infatti è rivelato che VesVes è in realtà la guerriera sailor Sailor Vesta. I suoi attributi si riferiscono alla dea Vesta.
Nell'anime, VesVes è tanto impulsiva da sembrare priva di qualunque senso della realtà, al punto di comportarsi in maniera poco consona anche quando non dovrebbe, per esempio apparendo fra la gente seduta su una sfera sospesa in aria. I suoi lemures sono tutti ispirati ad animali.
Doppiata nella versione giapponese da Junko Hagimori, e nella versione italiana da Marcella Silvestri.
Poteri
- Colliding Ball: usato dalle Amazzoni per prelevare i Dream Mirror nell'anime. Nel doppiaggio italiano non ha nome specifico (urlano semplicemente alla vittima "Ti colpsico!")
- Sfere di nattō (玉納豆?, Tama Natto, Sfera Fialnte nel doppiaggio italiano. Nel manga è un attacco di PallaPalla)
- Eavesdropping Ball (Sfera telescopica nell'edizione italiana): combinazione della sfera con un telescopio per spiare Nehellenia

## Sailor Quartet
Il Sailor Quartet appare solamente nel manga e nei musical, ed è spesso chiamato Asteroid Quartet o Asteroid Senshi dai fan, perché ricevono sostegno da quattro piccoli pianeti, meglio noti come asteroidi, facenti parte della Fascia principale di asteroidi del sistema solare. Questo gruppo è composto da quattro senshi, più Sailor Chibimoon, che diventa la loro guerriera da proteggere.
La prima componente è Sailor Ceres, leader del gruppo, nome derivato dall'asteroide 1 Ceres. La sua uniforme è giocata sul rosa e sul grigio. In seguito c'è Sailor Pallas, che prende il nome dall'asteroide 2 Pallas, e colori della sua uniforme ruotano intorno all'azzurro e al blu.
Sailor Juno, da 3 Juno, indossa un'uniforme verde e marrone, mentre Sailor Vesta, da 4 Vesta, utilizza i colori rosso e nero.
Il gruppo fu risvegliato prematuramente da Nehellenia che le costrinse a lavorare per Dead Moon. Il quartetto, alla fine, riprende coscienza della propria responsabilità di guerriere, ma viene sigillato in quattro pietre da Zirconia. In seguito vengono liberate su richiesta di Sailor Saturn, dall'appena incoronata Neo-Queen Serenity. In seguito il Sailor Quartet ricomparirà nel finale della quinta serie, quando accompagneranno Sailor Chibimoon dal futuro, per aiutare Sailor Moon nella lotta contro Sailor Galaxia.

### Poteri
Nel manga il Sailor Quartet, utilizza due attacchi di gruppo:
- Amazoness Jungle Arrow
- Pink Ladies' Freezing Kiss, insieme a Sailor Chibi Moon